# Всесвітній день допомоги хворим на проказу
Всесві́тній день допомо́ги хво́рим на прока́зу. Відзначається щороку в останню неділю січня, починаючи від 1954 року. Засновано 1953 року французьким громадським діячем Раулем Фоллеро, який присвятив усе життя боротьбі з хворобою Хансена — проказою.
Метою Всесвітнього дня допомоги хворим на проказу є:
- Звернути увагу на проблему не тільки медичної, але й широкої світової громадськості, органів адміністративного управління, громадських організацій, ділових кіл, благодійних фондів, релігійних громад і приватних осіб.
- Довести до відома суспільства, що проказа є виліковною хворобою.
- Ліквідувати дискримінацію щодо осіб з проказою та іншими тропічними захворюваннями, та членів їх сімей.

Всесвітній день допомоги хворим на проказу підвищує обізнаність про хворобу, яку багато людей вважають вимерлою. Як зазначає професор Анатолій Ющенко, основним девізом цього дня є боротьба з дискримінаційним ставленням до людей, хворих на проказу, надання їм усіх прав і можливостей для повноцінного життя, соціально-економічної реадаптації в суспільстві. У медичному плані ставиться завдання повної інтеграції лепрології в загальні служби охорони здоров'я.